# 麥克·羅素 (撞球運動員)
麥克·羅素（Mike Russell，1969年6月3日—），出生於英格蘭米德爾斯堡，曾獲得12次WPBSA英式撞球世界冠軍。他還獲得6次IBSF世界撞球錦標賽冠軍。
他被視為印度神童、8次世界冠軍吉特·賽希的“競爭對手”，他兩人都曾經擊敗對方而獲得冠軍，1996年是羅素獲勝，而塞希則在1998年獲勝。他們在2007年的賽事再次遭遇，在半決賽中兩人都獲得兩次破三百，但是羅素最終以1835-1231（平均65.5對45.6）擊敗塞希。羅素以2166-1710（平均52.8對42.8），四次破兩百與四次破三百對四次與零次，堅定地擊敗克里斯·夏特贏得第九次冠軍，並獲得6,000英鎊的獎金。
在2010年IBSF世界撞球錦標賽上，羅素不僅同時獲得了150分和時間賽制的冠軍，而且在時間賽式決賽中打破了1137分。儘管本次錦標賽應用的業餘規則不包括職業賽事中使用的“障礙線規則”，但他是現代規則下官方比賽中第四位得分超過1,000的球員。